# Nightmares (Bresh e Pinguini Tattici Nucleari)
Nightmares è un singolo del rapper italiano Bresh e del gruppo musicale italiano Pinguini Tattici Nucleari, pubblicato il 29 settembre 2023.

## Video musicale
Il video, diretto da Fabrizio Conte, è stato reso disponibile in concomitanza della pubblicazione del singolo attraverso il canale YouTube del rapper.
Il videoclip di Nightmares propone una narrazione visiva caratterizzata da una serie di situazioni surreali e ripetitive, che richiamano simbolicamente gli "incubi" evocati dal titolo del brano. Protagonisti del video sono Bresh e Riccardo Zanotti, ritratti mentre affrontano una sequenza di eventi improbabili e paradossali: dalle cadute da un balcone nel tentativo di attirare l’attenzione di una vicina, a una frenetica sparatoria da un taxi rosa in corsa, fino a una moka del caffè che causa ustioni inaspettate. 
Il videoclip rappresenta metaforicamente gli ostacoli e le incertezze delle relazioni sentimentali, evidenziando come, anche nella convinzione di avere tutto sotto controllo, possano sempre emergere imprevisti capaci di mettere in discussione ogni sicurezza.

## Tracce
Testi di Andrea Brasi, Riccardo Zanotti, musiche di Riccardo Zanotti, Enrico Brun.
1. Nightmares – 3:21

## Classifiche

### Classifiche settimanali
| Classifica (2023) | Posizione massima |
| ----------------- | ----------------- |
| Italia            | 1                 |

### Classifiche di fine anno
| Classifica (2024) | Posizione |
| ----------------- | --------- |
| Italia            | 79        |